# Alexander Wallace Matheson
Pour les articles homonymes, voir Matheson.
Alexander Wallace Matheson (né le 11 juin 1903, mort le 3 mars 1976) est un homme politique canadien qui fut premier ministre de la province de l'Île-du-Prince-Édouard de 1953 à 1959.